# Philippa Foot
Philippa Ruth Foot (geborene Bosanquet, * 3. Oktober 1920 in Owston Ferry, Lincolnshire; † 3. Oktober 2010 in Oxford, Oxfordshire) war eine britische Philosophin, von der die gegenwärtige Tugendethik mitbegründet wurde. Das von ihr behandelte Trolley-Problem gehört zu den vielrezipierten Dilemmata ethischer Debatten.

## Leben und Wirken
Philippa Foot wurde 1920 in England geboren. Ihre Mutter Esther Cleveland Bosanquet war die zweite Tochter des US-Präsidenten Grover Cleveland. Ab 1939 studierte sie am Somerville College in Oxford Philosophie, Politik und Ökonomie. Von 1942 bis 1945 war sie im Bereich der Wirtschaftswissenschaften als Research Assistant am Nuffield College und dem Royal Institute of International Affairs tätig. Von 1947 bis 1969 lehrte sie Philosophie am Somerville College, ab 1949 als Fellow und Lecturer für Philosophie. Zwischen 1960 und 1976 nahm sie in den USA Gastprofessuren an den Universitäten Cornell, MIT, Berkeley und Princeton wahr. Von 1976 bis zu ihrer Emeritierung im Jahr 1991 lehrte sie als Professorin für Philosophie an der University of California in Los Angeles. 1976 wurde sie in die British Academy und 1983 in die American Academy of Arts and Sciences aufgenommen. Sie lebte und wirkte zuletzt in Oxford.
Philippa Foot wurde im Wesentlichen bekannt für ihre Arbeiten im Bereich der Ethik. Sie gehörte neben Alasdair MacIntyre und Elizabeth Anscombe zu den Begründern der modernen Tugendethik. In ihren Arbeiten griff sie vor allem auf das Werk des Aristoteles zurück.
In jüngster Zeit war Foot vor allem mit ihrer Monographie Die Natur des Guten (Natural Goodness) hervorgetreten, worin sie eine umfassende Theorie des Begriffs des Guten entwickelte. Bekannt wurde außerdem das von ihr aufgeworfene „Trolley-Problem“, ein ethisches Dilemma.
Sie war zeitweise mit dem Historiker Michael Foot verheiratet.

## Ethik
Foot beschäftigte sich in ihren Schriften mit Themen der Moralphilosophie, insbesondere der Metaethik, Tugendethik, angewandten Ethik und dem Verhältnis von Rationalität und Moral.
Sie wendete sich auf dem Gebiet der Metaethik gegen den Emotivismus und Präskriptivismus und vertrat eine naturalistische Position. Foot verwarf die hinter dem Präskriptivismus stehende Annahme einer Dichotomie von Tatsachen und Werten. Es ist ihrer Ansicht nach nicht unserer subjektiven Entscheidung überlassen, was als Begründung für ein Moralurteil zählt. Wertende und moralische Urteile seien logisch mit Tatsachenaussagen verknüpft. Die Tatsachen stellten objektive Gründe für das Werturteil dar.
Einen zentralen Stellenwert nehmen in Foots Ethik Tugenden ein. Neben den traditionellen Kardinaltugenden Mut, Mäßigung, Weisheit und Gerechtigkeit wies sie der Tugend der Wohltätigkeit oder Nächstenliebe einen hohen Stellenwert zu. Tugenden seien in der Regel vorteilhaft für die Personen, die sie besitzen. Sie bewahrten uns vor moralisch verwerflichen Handlungsweisen und motivierten uns in Situationen, in denen uns ein bestimmtes Handeln nicht leicht fällt. Sie erlaubten uns, die Konsequenzen unserer Handlungen zu berücksichtigen.
Foot vertrat die Meinung, dass moralische Urteile einen hypothetischen Charakter haben. Ihre Geltungskraft hänge davon ab, dass die Handelnden die entsprechenden Interessen und Wünsche haben. Sie griff damit die Vorstellung deontologischer Ethiken an, dass moralische Gründe für sich genommen hinreichende Gründe zum Handeln darstellen.

## Werke (Auswahl)
Michael Reuter: Bibliographie der Werke von Philippa Foot, in: Thomas Hoffmann, Michael Reuter (Hrsg.): Natürlich gut. Aufsätze zur Philosophie von Philippa Foot. Ontos-Verlag, Heusenstamm bei Frankfurt am Main 2010, 323–332.
- Virtues and Vices and Other Essays in Moral Philosophy, Berkeley: University of California Press; Oxford: Blackwell, 1978
- Ursula Wolf, Anton Leist (Hrsg.): Philippa Foot, Die Wirklichkeit des Guten. Moralphilosophische Aufsätze. S. Fischer, Frankfurt a. M. 1997
- Natural Goodness. Oxford: Clarendon Press, 2001.
  - Deutsche Übersetzung: Die Natur des Guten, Suhrkamp, Frankfurt am Main 2004, ISBN 3-518-58396-4; Inhaltsverzeichnis; Rezension (PDF-Datei; 80 kB)
- Moral Dilemmas. And Other Topics in Moral Philosophy, Oxford: Clarendon Press, 2002, ISBN 0-19-925284-X